# Eurysaces
Eurysaces är ett släkte av skalbaggar. Eurysaces ingår i familjen vivlar.
Kladogram enligt Catalogue of Life:
| Eurysaces | \| \| Eurysaces grammicus \| \| \| \| |
|           | \| \| Eurysaces grammicus \| \| \| \| |
|           | Eurysaces grammicus                   |
|           |                                       |